# Conversión de Kartli (crónica)

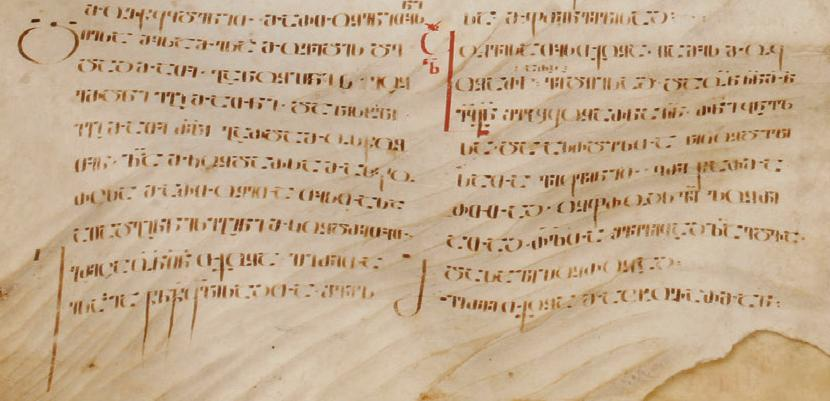
Crónica de CoK, Shatberdi Codex.

La Conversión de Kartli (en georgiano: მოქცევაჲ ქართლისაჲ moktsevay kartlisay, Asomtavruli: ႫႭႵႺႤႥႠჂ ႵႠႰႧႪႨႱႠჂ, mɔkʰtsɛvɑj kʰɑrtʰlɪsɑj) es el compendio histórico medieval más antiguo que se conserva de Georgia, independiente de las Crónicas georgianas, el principal corpus historicum de la Georgia medieval. Escrito en el siglo X, esta crónica sigue la historia de Kartli, una región georgiana central conocida por los autores de la Clásica como Iberia, que a veces se refiere arcaicamente a toda Georgia, desde los primeros tiempos hasta el siglo VII, haciendo especial hincapié en la Cristianización de los georgianos por santa  Ninó a principios del siglo IV.

## Códices
El autógrafo de La Conversión de Kartli (CoK) no ha sobrevivido y hasta hace poco solo existían dos manuscritos que se han estudiado ampliamente. Se trata de los códices de Shatberdi y Chelishi.
El Códice Shatberdi, el más antiguo de los manuscritos existentes del CoK, fue copiado en el año 973 bajo la supervisión del monje Juan en el monasterio georgiano de Shatberdi en lo que hoy es el noreste de Turquía. Fue descubierto en 1888 y publicado en 1890 por el erudito georgiano Ekvtime Taqaishvili. La segunda variante, el Códice Chelishi, llamado así por un monasterio de Georgia donde se encontró en 1903, fue copiado en el siglo XIV o XV. Tras el incendio de 1975 en el Monasterio de Santa Catalina del Monte Sinaí en Egipto, se descubrieron al menos dos variantes hasta ahora desconocidas del CoK entre un gran número de manuscritos georgianos fechados principalmente en los siglos IX-X. Sin embargo, aun no se han estudiado completamente.
Los códices Shatberdi y Chelishi son básicamente similares desde el punto de vista lingüístico y casi contemporáneos. Este último, sin embargo, contiene variaciones sustanciales que incluyen varios pasajes elaborados. Su narración es más larga, pero está algo desfigurada ortográfica y fonéticamente por un copista anónimo. Muchos pasajes del Códice Shatberdi son más informativos, pero estos detalles son probablemente inserciones posteriores, como sugiere la aparición de la palabra Bagdad, un topónimo posterior al siglo VIII.
El códice Shatberdi cita algunas de sus fuentes (como "un breve relato de la conversión de Kartli" por parte de Grigol el Diácono), la mayoría de las cuales no han sobrevivido y son desconocidas. Los especialistas modernos también han propuesto el romance de Alejandro apócrifo de Pseudo-Calístenes y la Chronica de Alejandro de Chipre como posibles fuentes utilizadas por los autores de CoK. La propia obra fue explotada y algunos de sus componentes fueron reelaborados por los autores georgianos posteriores como Leontius of Ruisi (siglo XI) y Arsenio el Metafrasto (siglo XII).
A pesar de todas sus contradicciones -los elementos folclóricos y las reminiscencias religiosas- La conversión de Kartli es una fuente histórica esencial. Además, posee una detallada cronología relativa y absoluta, sin parangón en la literatura hagiográfica y patrística de Georgia. La notable influencia de CoK en posteriores obras históricas georgianas demuestra el papel crucial que desempeñó esta obra en el establecimiento de un sentido de identidad cristiana de la Georgia medieval.

## Textos de los componentes
La Conversión de Kartli consta de dos componentes principales. El primero se conoce convencionalmente como La Crónica (ქრონიკა, k'ronika), una breve historia de Kartli desde la mítica expedición de Alejandro Magno a tierras georgianas hasta el siglo VII. Su texto central, La conversión de Kartli, del que deriva el título del corpus, relata la historia de la misión proselitista de Santa Ninó, que es también el tema del último componente de CoK, la hagiográfica Vida de Ninó (ცხოვრება წმიდა ნინოსი, ts'xovreba ts'mida ninosi). El texto básico va acompañado de las listas del reyes, del príncipes presidentes y del prelados de Kartli.